# Kontor
A kontor szó a franciából származik (comptoir, a. m. ’az asztal, ahol számolnak’), és a 16. századtól kezdve mutatható ki a használata. A hanza-városok így nevezték négy legnagyobb, önigazgatással rendelkező külföldi telepüket, a novgorodit (Peterhof), a londonit (Steelyard), a bergenit (Tyskebryggen) és a brüggeit, melyek élén választott elöljáró (Aldermann) állt. Kontornak nevezték a raktárként és az adás-vétel színhelyeként szolgáló helyiséget magát is, de azt a szervezetet is, ami a kereskedők érdekvédelmét és rendfenntartási funkciókat ellátta. A 19. és 20. században elterjedten használták iroda jelentésben, a szóval ebben a jelentésben gyakran találkozhatni a lübecki kereskedőcsaládról szóló Thomas Mann-regényben, a Buddenbrook-házban is. Lübeckben maga a város szabályozta a kontorok belső rendjét.